# Dấu hóa

Dấu hóa La trưởng / Fa thăng thứ với ba dấu thăng đặt sau khóa nhạc

Trong ký hiệu nhạc, dấu hóa (accidental) dùng để chỉ nốt nhạc bị biến âm, phân biệt với hóa biểu (key signature). Nói chung, người ta thường viết dấu hóa ngay sau khóa nhạc (clef) ở đầu bản nhạc mặc dù chúng có thể được viết ở những nơi khác của bản nhạc, chẳng hạn đặt sau vạch nhịp kép. Có ba loại ký hiệu dấu hóa chính: dấu thăng (♯), dấu giáng (♭) và dấu bình (♮).
Dấu thăng cho biết rằng nốt nhạc sẽ được chơi ở cao độ cao hơn nốt nhạc bình thường. Dấu giáng cho biết rằng nốt nhạc sẽ được chơi ở cao độ thấp hơn nốt nhạc bình thường. Sự thay đổi này được áp dụng từ đó cho đến hết tác phẩm nhạc hoặc áp dụng cho đến khi gặp dấu hóa khác. Riêng dấu bình ♮ có tác dụng hủy bỏ hiệu lực của dấu thăng hoặc dấu giáng ở phía trước tạo ra. Một dấu hóa tương ứng với sự thay đổi cao độ là nửa cung. Dấu hóa kép thì làm thay đổi cao độ là một cung. Dấu thăng ♯ nằm trên hoặc trong dòng kẻ nhạc nào hoặc trong khe nhạc nào thì sẽ làm tăng cao độ của nốt nhạc nằm trên dòng kẻ nhạc hoặc trong khe nhạc đó. Dấu giáng ♭ nằm trên hoặc trong dòng kẻ nhạc nào hoặc trong khe nhạc nào thì sẽ làm giảm cao độ của nốt nhạc nằm trên dòng kẻ nhạc hoặc trong khe nhạc đó. Lưu ý rằng điều này áp dụng cho tất cả các nốt, chẳng hạn một dấu thăng nằm sau khóa treble và nằm ở dòng kẻ trên cùng của khuông nhạc thì có hiệu lực với tất cả nốt Fa.
Có hai loại dấu hóa: dấu hóa theo khóa (đứng sau khóa nhạc) và dấu hóa bất thường (đặt ngay tại một nốt nhạc). Dấu hóa bất thường là trường hợp ngoại lệ của dấu hóa, chỉ áp dụng trong ô nhịp mà dấu hóa đó hiện diện.
Theo lý thuyết, có thể có vô số kiểu kết hợp các dấu hóa thăng - giáng lại với nhau, tuy nhiên chỉ một số là thông dụng.
Mỗi âm giai trưởng hay âm giai thứ có dấu hóa đi kèm riêng để thể hiện thăng hoặc giáng nốt nhạc dùng trong âm giai. Tuy nhiên, cũng không hiếm các tác phẩm âm nhạc mà trong đó dấu hóa không tương thích với cung thứ, chẳng hạn một số tác phẩm Baroque, hoặc trong các bản chép giai điệu nhạc dân gian truyền thống.

## Quy ước

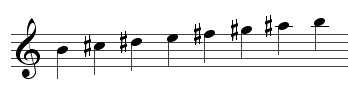
Âm giai Si trưởng: không có dấu hóa theo khóa nên phải có dấu hóa bất thường khắp bài.

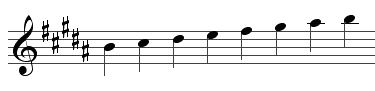
Âm giai Si trưởng: có dấu hóa theo khóa nên không cần dấu hóa bất thường.

Về nguyên tắc, bất cứ bài nhạc nào cũng có thể được sáng tác mà không có dấu hóa nhưng sử dụng các biến âm để chỉnh khuôn mẫu của các nửa cung (half step) và một cung (whole step). Mục đích của dấu hóa là giảm thiểu số lượng biến âm phải dùng khi ký nhạc. Thứ tự dấu thăng hay dấu giáng trong tập hợp dấu hóa thường tuân thủ quy tắc khắt khe của hệ thống ký nhạc hiện đại. Ví dụ, nếu dấu hóa chỉ gồm một dấu thăng thì nó phải là Fa thăng.
Hiệu lực của dấu hóa được duy trì trong suốt tác phẩm hoặc phần của tác phẩm, trừ phi bị một dấu hóa khác hủy bỏ. Ví dụ, nếu dấu hóa loại 5 thăng được đặt ở đầu tác phẩm thì tất cả các nốt La trong bài ở bất cứ quãng tám nào đều cũng sẽ được nâng thành La thăng, trừ phi trước đó có một dấu biến âm.
Trong bản tổng phổ đòi hỏi cho nhiều nhạc cụ, tất cả nhạc cụ thường được quy cùng một dấu hóa, tuy nhiên cũng có ngoại lệ:
- Nếu một nhạc cụ là nhạc cụ dịch giọng (transposing)
- Nếu một nhạc cụ là nhạc cụ gõ (percussion) với cao độ không rõ
- Những bè nhạc dành cho trống định âm thì bị nhà soạn nhạc bỏ dấu hóa. Bên cạnh việc không dùng dấu hóa thì những bè dành cho trống định âm thường được xem là bè của nhạc cụ dịch âm, cao độ của trống cao được viết ở nốt Đô, cao độ của trống thấp được viết ở nốt Sol, trong khi cao độ thực được xác định ở đầu phần bè, chẳng hạn ghi D-A nếu trống được chỉnh là La hay A (trống thấp) và Rê hay D (trống cao).
- Nhà soạn nhạc có thể bỏ dấu hóa cho bè nhạc dành cho kèn, thỉnh thoảng bỏ cả cho bè dành cho trumpet.

Vòng quãng năm cho thấy các điệu trưởng, điệu thứ và dấu hóa tương ứng

### Quy ước ghi dấu hóa
Quy ước ghi dấu hóa tuân theo vòng quãng năm. Bắt đầu từ Đô trưởng (hoặc La thứ) không thăng không giáng, liên tiếp nâng lên một quãng năm bằng cách thêm một thăng, đi theo chiều kim đồng hồ của vòng. Dấu thăng mới được đặt trên nốt dẫn đầu của điệu/giọng (key) mới (bậc thứ 7) dành cho điệu trưởng hoặc âm chủ trên (bậc thứ 2) dành cho điệu thứ. Vì vậy, Sol trưởng (Mi thứ) có một thăng ở Fa; rồi Rê trưởng (Si thứ) có hai thăng (ở Fa và Đô),...
Tương tự, liên tiếp hạ xuống một quãng năm bằng cách thêm một giáng, đi theo chiều kim đồng hồ của vòng. Dấu giáng mới được đặt ở âm át dưới (bậc thứ 4) dành cho điệu trưởng hoặc âm trung dưới (bậc thứ 6) dành cho điệu thứ. Vì vậy, Fa trưởng (Rê thứ) có một giáng ở Si; rồi Si giáng trưởng (Sol thứ) có hai giáng (ở Si và Mi),...
Nói theo cách khác: đối với các dấu hóa thăng, dấu thăng thứ nhất được đặt ở dòng Fa, tiếp theo nó là các dấu thăng ở Đô, Sol, Rê, La, Mi và Si; đối với các dấu hóa giáng, dấu giáng đầu tiên được đặt ở dòng Si, tiếp theo nó là các dấu giáng ở Mi, La, Rê, Sol, Đô và Fa. Như vậy có tất cả 15 bộ dấu hóa được quy ước, số lượng dấu trong mỗi bộ có thể lên đến 7 và gồm cả dấu hóa trống của Đô trưởng (La thứ).
Hệ quả:
- Bắt đầu từ một điệu với hóa biểu gồm các dấu giáng: việc nâng lên liên tiếp theo các quãng năm làm giảm số lượng các dấu giáng thành 0 ở Đô trưởng (La thứ). Nếu tiếp tục nâng thì sẽ thêm các dấu thăng như đã nói ở trên.
- Bắt đầu từ một điệu với hóa biểu gồm các dấu thăng: việc hạ xuống liên tiếp theo các quãng năm làm giảm số lượng các dấu thăng thành 0 ở Đô trưởng (La thứ). Nếu tiếp tục hạ thì sẽ thêm các dấu giáng như đã nói ở trên.
- Một khi quá trình nâng lên theo quãng năm (thêm dấu thăng) tạo ra hơn năm hoặc sáu thăng thì việc tiếp tục nâng sẽ liên quan đến việc chuyển đổi thành điệu tương đương trùng âm (enharmonic equivalent) bằng cách thêm dấu hóa giáng. Thường thì điều này được thực hiện tại F♯ = G♭, tuy nhiên cũng có thể thực hiện tại C♯ = D♭ hoặc B = C♭. Nguyên tắc tương tự áp dụng cho quá trình hạ xuống theo quãng năm.

Rất hiếm gặp dấu hóa gồm bảy thăng hay bảy giáng bởi vì chúng có tương đương trùng âm đơn giản hơn. Ví dụ, điệu Đô thăng trưởng (7 dấu thăng) có thể được diễn đạt theo cách đơn giản hơn nhiều: Rê giáng trưởng (5 dấu giáng). Thời nay khi thực hành, các điệu (giọng) này là như nhau bởi lẽ Đô thăng và Rê giáng là trùng âm cùng một nốt.

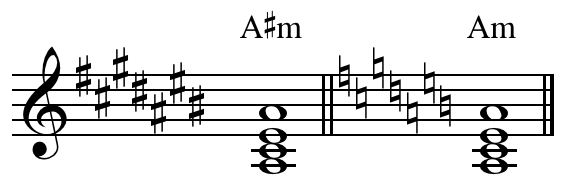
Một dấu hóa gồm bảy dấu bình được dùng đê hủy hiệu lực của bảy dấu thăng trước đó

Có thể thay đổi dấu hóa bất cứ lúc nào trong tác phẩm (thường được thực hiện ở đầu một ô nhạc) bằng cách ghi một dấu hóa mới, còn không thì dùng dấu hóa bất thường để hủy hiệu lực của dấu hóa trước đó.

## Cấu trúc âm giai trưởng
Trừ Đô trưởng thì các dấu hóa có hai biến thể: "dấu hóa thăng" và "dấu hóa giáng". Sở dĩ được gọi như thế là bởi chúng chỉ gồm dấu thăng hoặc chỉ gồm dấu giáng.

### Âm giai với dấu hóa thăng
"Dấu hóa thăng" gồm từ một đến bảy dấu thăng, được áp dụng theo thứ tự sau: F C G D A E B. Âm chủ của một tác phẩm điệu trưởng ở ngay bên trên dấu thăng cuối cùng trong dấu hóa.
| Điệu trưởng     | Số dấu thăng | Các nốt thăng              | Điệu thứ | Trùng âm tương đương |
| --------------- | ------------ | -------------------------- | -------- | -------------------- |
| Đô trưởng       | 0            |                            | La thứ   | Không có             |
| Sol trưởng      | 1            | F♯                         | Mi thứ   | Không có             |
| Rê trưởng       | 2            | F♯, C♯                     | Si thứ   | Không có             |
| La trưởng       | 3            | F♯, C♯, G♯                 | F♯ thứ   | Không có             |
| Mi trưởng       | 4            | F♯, C♯, G♯, D♯             | C♯ thứ   | Không có             |
| Si trưởng       | 5            | F♯, C♯, G♯, D♯, A♯         | G♯ thứ   | C♭ trưởng/A♭ thứ     |
| Fa thăng trưởng | 6            | F♯, C♯, G♯, D♯, A♯, E♯     | D♯ thứ   | G♭ trưởng/E♭ thứ     |
| Đô thăng trưởng | 7            | F♯, C♯, G♯, D♯, A♯, E♯, B♯ | A♯ thứ   | D♭ trưởng/B♭ thứ     |

Bảng này cho thấy mỗi âm giai bắt đầu tại bậc âm giai thứ năm của âm giai trước thì lại có thêm một dấu thăng mới. Cách thêm dấu thăng được chỉ ra như trên.

### Âm giai với dấu hóa giáng
"Dấu hóa giáng" gồm từ một đến bảy dấu giáng, được áp dụng theo thứ tự sau: B E A D G C F (ngược lại thứ tự trong "dấu hóa thăng"). Âm giai trưởng với một dấu thăng là Fa trưởng. Trong tất cả các "âm giai giáng trưởng" khác, âm chủ của tác phẩm điệu trưởng là bốn nốt bên dưới dấu giáng cuối cùng trong dấu hóa.
| Điệu trưởng      | Số dấu giáng | Các nốt giáng              | Điệu thứ | Trùng âm tương đương |
| ---------------- | ------------ | -------------------------- | -------- | -------------------- |
| Đô trưởng        | 0            |                            | La thứ   | Không có             |
| Fa trưởng        | 1            | B♭                         | Rê thứ   | Không có             |
| Si giáng trưởng  | 2            | B♭, E♭                     | Sol thứ  | Không có             |
| Mi giáng trưởng  | 3            | B♭, E♭, A♭                 | C thứ    | Không có             |
| La giáng trưởng  | 4            | B♭, E♭, A♭, D♭             | F thứ    | Không có             |
| Rê giáng trưởng  | 5            | B♭, E♭, A♭, D♭, G♭         | B♭ thứ   | C♯ trưởng/A♯ thứ     |
| Sol giáng trưởng | 6            | B♭, E♭, A♭, D♭, G♭, C♭     | E♭ thứ   | F♯ trưởng/D♯ thứ     |
| Đô giáng trưởng  | 7            | B♭, E♭, A♭, D♭, G♭, C♭, F♭ | A♭ thứ   | B trưởng/G♯ thứ      |

Trong trường hợp này mỗi âm giai mới bắt đầu thấp hơn một quãng năm so với âm giai trước.

## Lịch sử
Mặc dù dấu hóa loại 1 giáng đã có trong thời kỳ âm nhạc Trung cổ nhưng mãi đến thế kỷ XVI thì mới xuất hiện cách dùng dấu hóa loại nhiều hơn 1 giáng và đến giữa thế kỷ XVII thì mới có cách dùng dấu hóa loại thăng.
Vào thuở ban đầu của loại hình nhiều dấu giáng, chưa có quy tắc chuẩn về thứ tự của chúng, thường lúc đó một dấu giáng xuất hiện ở hai quãng tám khác nhau. Vào cuối thế kỷ XV và đầu thế kỷ XVI, thường gặp trường hợp hai bè hát khác nhau có các dấu hóa khác nhau trong cùng một tác phẩm âm nhạc; người ta gọi trường hợp này là dấu hóa một phần hay dấu hóa đối lập. Thực tế thì trong thế kỷ XV, loại dấu hóa đối lập này phổ biến hơn hẳn loại dấu hóa đầy đủ. Bản thánh ca Absolon fili mi (Josquin des Prez; thế kỷ XVI) bao gồm hai bè hát gắn với hai dấu giáng, một bè gắn với ba dấu giáng và một bè gắn với bốn dấu giáng.
Âm nhạc Baroque được viết bằng điệu thứ vốn có dấu hóa với số lượng dấu giáng ít hơn so với số lượng dấu giáng mà ngày nay người ta gán cho nó; ví dụ, phần nhạc theo điệu Đô thứ thường chỉ có hai dấu giáng (do La giáng (A♭) thường được thăng làm La (A♮) trong điệu thứ; tương tự đối với Si giáng (B♭)).

## Bảng tóm tắt
| Hóa biểu                  | Điệu trưởng | Điệu thứ |
| ------------------------- | ----------- | -------- |
| không có thăng hoặc giáng | Đô trưởng   | La thứ   |

| Hóa biểu | Thêm ♯ | Điệu trưởng     | Điệu thứ      | Hóa biểu | Thêm ♭ | Điệu trưởng      | Điệu thứ     |
| -------- | ------ | --------------- | ------------- | -------- | ------ | ---------------- | ------------ |
| 1 thăng  | F♯     | Sol trưởng      | Mi thứ        | 1 giáng  | B♭     | Fa trưởng        | Rê thứ       |
| 2 thăng  | C♯     | Rê trưởng       | Si thứ        | 2 giáng  | E♭     | Si giáng trưởng  | Sol thứ      |
| 3 thăng  | G♯     | La trưởng       | Fa thăng thứ  | 3 giáng  | A♭     | Mi giáng trưởng  | Đô thứ       |
| 4 thăng  | D♯     | Mi trưởng       | Đô thăng thứ  | 4 giáng  | D♭     | La giáng trưởng  | Fa thứ       |
| 5 thăng  | A♯     | Si trưởng       | Sol thăng thứ | 5 giáng  | G♭     | Rê giáng trưởng  | Si giáng thứ |
| 6 thăng  | E♯     | Fa thăng trưởng | Rê thăng thứ  | 6 giáng  | C♭     | Sol giáng trưởng | Mi giáng thứ |
| 7 thăng  | B♯     | Đô thăng trưởng | La thăng thứ  | 7 giáng  | F♭     | Đô giáng trưởng  | La giáng thứ |